# Денк, Зигфрид
Зигфрид (Зиги) Денк (нем. Siegfried "Sigi" Denk; 10 февраля 1951, Браунау-ам-Инн, Верхняя Австрия — 5 марта 1982, Вена) – австрийский шоссейный велогонщик. Участник Олимпийских игр. Двукратный чемпион Австрии по шоссейному велоспорту (1971 и 1974).

## Биография
Дважды становился чемпионом Австрии в групповой гонке в 1971 и 1974 годах. В 1972 году стал вице-чемпионом Австрии. 
В 1972 году участвовал в Олимпийских играх в Мюнхене. На них выступил в командной гонке на время, заняв десятое место.
В 1974 году занял третье место на Туре Австрии, а в 1975 году выиграл Cherry Blossom Race Catfish, старейшую и одну из самых важных шоссейных гонок Австрии. На Туре Австрии 1977 года выиграл два этапа и занял 8-е место в общем зачёте.
В 1982 году, вскоре после своего 31-летия, покончил жизнь самоубийством.

## Достижения
1970
7b этап на Туре Австрии
1971
 Чемпионат Австрии — групповая гонка
7-й этап на Туре Австрии
1972
2-й на Чемпионате Австрии — групповая гонка
1974
 Чемпионат Австрии — групповая гонка
Тур Австрии
3-й в генеральной классификации
1b этап
1975
Cherry Blossom Race Catfish
1977
7-й и 10-й этапы на Туре Австрии